# 福田久松
福田 久松（ふくだ ひさまつ、1849年1月19日（嘉永元年12月25日）- 1922年（大正11年）12月1日）は、日本の教育者、政治家。衆議院議員。旧姓・仲、幼名・伊喜太。号・東洋外史、耕田散人、平民居士、自由主人。

## 経歴
武蔵国入間郡豊田新田（のち埼玉県入間郡大田村、現:川越市）で、農業・仲勇の長男として生まれ、母の実家である名主・福田仙太郎の孫養子となる。長沢徳元、利根川尚方、中島芳嶺らに和漢洋学を学び、大川周造から武技を学んだ。1878年、埼玉県師範学校小学師範科を卒業した。
郷里の豊田小学校の教員となり、同校長、入間高麗中学連合会議員、同議長も務め、1880年教師を辞任後は、埼玉県第三区学務委員、同県教育会委員を歴任した。
自由民権運動に加わり、教師辞任後、比企、横見、高麗、入間4郡の豪農に呼びかけ、四郡同胞有志会を結成し国会開設請願書を元老院に提出した。1880年12月、埼玉県会議員に選出され連続6期務め、この間、立憲改進党に入党し、同常置委員、地方衛生会委員、県会副議長を務めた。
1892年2月、第2回衆議院議員総選挙で埼玉県第二区から出馬し、当局から選挙干渉を受けながらも当選。以後、第3回、第4回、第6回総選挙でも当選し、衆議院議員を通算四期務めた。この間、立憲改進党評議員などを務め、進歩党、憲政党、憲政本党に所属した。
その他、埼玉県茶業組合連合会議所議員、同議長、茶業組合中央会議所議員を務め、埼玉県の茶業振興に尽力した。

## 著作
- 『東洋之新天地 : 一名・選挙ノ鏡』福田久松、1890年。
- 『経済要論』福田久松、1890年。
- 『大日本文明略史』福田久松、1891年。
- 『東洋之立憲政治 : 附・三大論策』福田久松、1891年。
- 述『立憲政治国ノ人民』福田久松、1892年。

## 親族
- 養子 福田辰五郎 - 弁護士・衆議院議員[4]